# Стрии
Стри́и (от лат. striae — полоски), в обиходной речи также растя́жки — дефект кожи в виде узких волнистых полос разной ширины, имеющих окрас от белого до красно-фиолетового, локализующихся преимущественно в местах наибольшего растяжения кожи.
Со временем (от нескольких дней до нескольких лет) обесцвечиваются. Обычно стрии появляются в виде атрофических рубцов на груди, животе, бёдрах и ягодицах, но у спортсменов, которые быстро наращивают мышечную массу, могут появиться также на внутренней стороне руки и плечах.
Стрии возникают как результат микротравм кожи и подкожной клетчатки.
Как правило, к растяжкам имеется генетическая предрасположенность.
При сахарном диабете стрии обычно возникают на спине. При активном росте стрии могут появиться на ляжках ног, животе и груди.

## Симптомы стрий
На коже бёдер, ягодиц, груди или животе появляются красно-синюшные полосы, расположенные чаще всего либо радиально, либо параллельно.
Длина разрывов обычно в диапазоне от 1 до 8—10 см, ширина — 1—5 мм.
Цвет стрий постепенно меняется от яркого красно-фиолетового в начале, до белёсого с перламутровым оттенком через несколько месяцев.
Растяжки, возникшие менее 6 месяцев назад считаются «молодыми», более — «старыми».
Рельеф кожи над стриями может быть:
- расположен вровень с кожей;
- втянутый рельеф;
- выпуклый рельеф.

Чаще всего наблюдаются первые два варианта.
Третий вариант — во многом напоминает анетодермию, так как выпуклые рубцы при надавливании легко «проваливаются» вглубь.

## Причины растяжек
Растяжки могут быть симптомом различных заболеваний:
- гиперкортицизм;
- болезнь Иценко-Кушинга;
- синдром Марфана
- Сахарный диабет

Также могут появляться:
- на фоне диэнцефального синдрома;
- приёма анаболических гормонов или других гормональных препаратов у спортсменов;
- адреналовой гиперплазии;
- юношеском гиперкортицизме;
- у детей, интенсивно набирающих массу тела.

Считается, что основная причина появления стрий — гормональный дисбаланс с преобладающей ролью адренокортикотропного, тиреотропного гормонов, гормонов щитовидной железы, надпочечников и половых желез.
Однако не меньшее значение имеет и перерастяжение кожи. Например:
- У спортсменов при наращивании мышечной массы. Растяжки возникают в области плечевого пояса и бёдер.
- Во время беременности. Разрывы возникают на животе и на груди (молочных железах) радиально.
- При резком наборе веса стрии могут возникнуть на бёдрах, талии, ягодицах и в других местах отложения жира.

## Патогенез стрий
Одним из основных факторов возникновения стрий выступает снижение синтеза коллагена и эластина фибробластами, при сохранении способности синтезировать металлопротеазы (коллагеназу, эластазу). Другими словами, в спектре клеток фибробластического ряда в этом случае преобладают фиброкласты, синтезирующие ферменты и разрушающие коллаген, а также эластин-белки, поддерживающие прочность кожи. Как следствие, в результате при перерастяжении кожи происходит разрыв, разрушается сетчатый слой дермы при сохранении эпидермиса. Рвутся сосуды, коллагеновые и эластические волокна, в коже возникает «провал».

## Способы борьбы с растяжками
Лечение стрий — сложная задача, но при комплексном и методическом подходе — вполне решаемая, растяжки можно сделать менее заметными, хоть и полностью невидимыми сделать не получится.
Чем раньше начато лечение «растяжек», тем большая вероятность получить должные результаты. Красные стрии поддаются коррекции лучше, чем белые.
Полностью убрать растяжки можно только хирургическим путём, но снизить интенсивность их окраски и сделать их менее заметными можно при помощи различных косметических процедур:
- грязевые и водорослевые обёртывания;
- косметические маски;
- контрастные обливания;
- массаж;
- компрессы;
- мезотерапия;
- лазерная шлифовка;
- шлифовка кожи пилингами в домашних условиях;
- химический пилинг;

## Профилактика стрий
Большинство дерматологов считают, что профилактика стрий необходима. Особенно для пациентов из групп риска: беременным женщинам, подросткам во время пубертата, людям с нарушениями работы эндокринной системы и подверженным резким колебаниям веса, с наследственной предрасположенностью.
Необходим тщательный домашний уход за областями, где обычно появляются растяжки.
Для улучшения упругости и крепости кожи рекомендуется:
- Ежедневный приём контрастного душа, обливания холодной водой;
- Массаж жесткими мочалками, с последующим нанесением на кожу питательных и увлажняющих средств.
- Поддерживать эластичность кожи помогает витамин Е и оливковое масло.

Также рекомендуется использовать наружные средства, улучшающие клеточное питание и эластичность кожи, стимулирующие образование коллагена, обеспечивающие длительное увлажнение.